# 아드레날린 24 2
《아드레날린 24 2》(영어: Crank: High Voltage)는 2009년 공개된 미국의 액션 영화이다. 《아드레날린 24》(2006)의 속편이다.
전편과 마찬가지로 마크 네벌딘과 브라이언 테일러가 공동 각본 및 연출을 맡았다. 이들이 마지막으로 협업한 영화는 《고스트 라이더: 복수의 화신》(2011)이다.

## 줄거리
전편 끝에서 헬리콥터에서 떨어졌던 주인공을 한 조직이 데려간 뒤 심장을 꺼내고 인공 심장으로 교체해놓는다. 깨어난 주인공은 자신의 심장을 가져간 자를 찾기 시작한다.

## 출연
- 제이슨 스테이섬
- 빌리 엉거
- 에이미 스마트
- 에프런 라미레스
- 드와이트 요컴
- 리노 윌슨
- 클리프턴 콜린스 주니어
- 제리 핼리웰
- 아트 수
- 바이 링
- 데이비드 캐러딘
- 코리 헤임
- 키오니 영
- 조지프 줄리언 소리아
- 줄랜 치디 힐
- 호제이 파블로 칸티요
- 존 더랜시
- 론 제러미
- 에드 파워스
- 제나 헤이즈
- 렉싱턴 스틸
- 체스터 베닝턴
- 글렌 하워턴
- 메이너드 제임스 키넌
- 로런 홀리
- 로이드 코프먼

## 기타 제작진
- 배역: 켈리 와그너
- 미술: 제리 플레밍
- 세트: 베티 버베리언
- 의상: 데이나 핑크
- 시각 효과 부문: 대니 김